# (8440) Wigeon
(8440) Wigeon est un astéroïde de la ceinture principale.

## Description
(8440) Wigeon est un astéroïde de la ceinture principale. Il fut découvert le 17 octobre 1977 à l'Observatoire du Mont Palomar par Cornelis Johannes van Houten, Ingrid van Houten-Groeneveld et Tom Gehrels. Il présente une orbite caractérisée par un demi-grand axe de 2,78 UA, une excentricité de 0,14 et une inclinaison de 7,7° par rapport à l'écliptique.

## Compléments